# 小行星9096
小行星9096（英語：9096 Tamotsu）是一颗围绕太阳公转的小行星。1995年12月15日，小林隆男在大泉天文台发现了此天体。
这颗小行星的绝对星等为320.82286等。